# Lark Force
Lark Force (deutsch: Lerchen-Einheit) war der Deckname für eine Formation der Second Australian Imperial Force (SAIF), die im März 1941 für den Dienst auf Neubritannien  aufgestellt wurde. Sie war eine der sog. Bird Forces, die zur Verteidigung der Malaiischen Barriere aufgestellt wurde, einer fiktiven Linie, die gegen japanische Expansionen gehalten werden sollte. Sie verlief durch die Malaiische Halbinsel, bis zu den südlichen Inseln von Niederländisch Ostindien. Zu den Bird Forces gehörte noch die Sparrow Force (dt.: Sperlings-Einheit) auf Timor und die Gull Force (dt.: Möwen-Einheit) auf Ambon.

## Aufstellung und Einsatz
Die Lark Force war, wie alle Bird Forces, schlecht ausgerüstet und bestand aus dem 2/22nd Battalion der SAIF, der 17. Panzerabwehr-Batterie mit 4-cm-Panzerabwehrkanonen, einer Batterie für den Küstenschutz mit zwei 15,2-cm-Geschützen am Praed Point im Osten Neubritanniens, der 2/10th Field Ambulance, zwei 7,62-cm-Flugabwehrgeschützen aus dem Ersten Weltkrieg und einer Kompanie Pioniere von den Royal Australian Engineers.
Dazu kamen noch 80 Milizionäre von den New Guinea Volunteer Rifles und zehn Commonwealth Wirraway Trainingsflugzeuge sowie vier Lockheed Hudson von der 24. Staffel der Royal Australian Air Force für die Aufklärung in dem umgebenden Seegebiet. Insgesamt bestand die Einheit aus etwa 1.400 Mann unter dem Kommando von Oberst John Joseph Scanlan, einem Veteranen des Ersten Weltkriegs und Reserveoffizier. Mit diesen Kräften sollte die Lark Force zwei Flugplätze, einen großen Hafen und ca. 24 Kilometer zerklüftete Küste bei Rabaul auf Neubritannien verteidigen.
Als der Krieg mit dem Japanischen Kaiserreich am 7. Dezember 1941 mit dem Angriff auf Pearl Harbor begann, hatte sich für die Männer der Lark Force nichts geändert. Es gab keine Verstärkungen, weder Material noch Soldaten. Die australische Regierung hatte beschlossen, keine Schiffe und keine Leute mehr zu riskieren, um die Garnison zu beliefern. Es würde keine Evakuierung und keine Versorgung geben. Am 12. Dezember sandte der Chef des Marinestabes ein geheimes Telegramm an den australischen Gesandten in Washington, D.C., Richard Casey, in dem er erklärte:

„Under the circumstances . . . it is considered better to maintain Rabaul only as an advance air operational base, its present small garrison being regarded as hostages to fortune.
Unter diesen Umständen... Haben wir erwogen, dass es besser ist, Rabaul nur als vorgeschobene Luftbasis anzusehen und die momentane, kleine Garnison ihrem Schicksal zu überlassen.“

Auch die Historikerin Anne McCosker bezieht sich in ihrem Artikel „What about Rabaul?“ auf ihrer Webseite auf dieses Geheimtelegramm.
Die Hudsons der 24. Staffel flogen, wie geplant, Aufklärung und entdeckten am 14. Dezember im Kapingamarangi Atoll etwa 640 Kilometer nordöstlich von Rabaul, gerade noch innerhalb der Reichweite der Hudsons, Lagerhallen, Lastkähne und ein Handelsschiff. Es handelte sich um eine japanische Station um Flugboote aufzutanken. Das Handelsschiff schoss mit kleinkalibrigen Kanonen auf das Flugzeug. Wieder zurück, befahl der Kommandeur des Geschwaders einen Bombenangriff. Drei Hudsons machten sich auf den Weg und fanden das Handelsschiff ca. 35 Kilometer nördlich des Atolls und warfen ihre Bomben ab, allerdings ohne das Schiff zu treffen. Es waren Australier der Lark Force, die die ersten Bomben im Südpazifik warfen.
Japanische Luftangriffe auf Rabaul und seine Befestigungen begannen schon Mitte Dezember und wurden immer heftiger. Die beiden Flugabwehrgeschütze stellten sich als absolut unbrauchbar heraus und die Wirraways waren nicht in der Lage, die Angreifer abzufangen, nicht einmal Flugboote. Am 20. Januar 1942 griffen das erste Mal japanische Jagdflugzeuge vom Typ Mitsubishi A6M in die Luftangriffe ein, die bisher nur von Bombern bzw. Flugbooten durchgeführt worden waren, ein. Als Ergebnis waren von acht aufgestiegenen Wirraways sieben zerstört worden, sechs Piloten waren tot und fünf verwundet.
Am 21. Januar erhielt der Kommandeur der Lark Force, Oberst John Scanlan, Aufklärungsmeldungen, dass sich eine große japanische Flotte näherte. Weitere Meldungen machten ihm klar, dass der Feind beim Anbruch der Nacht des 22. Januar in Artillerieschussweite sein würde. An diesem Tag zogen sich auch die Reste der 24. Staffel, zwei Wirraways und eine Hudson, nach Lae zurück, nachdem mit der Hudson Verwundete ausgeflogen worden waren. Ein Luftangriff am 22. Januar, bei dem die beiden Küstengeschütze zerstört wurden, erhöhten die Besorgnis von Oberst Scanlan. Er berief hastig eine Konferenz mit seinem Stab ein, auf der eine Evakuierung des exponierten, direkt an der Küste liegenden Quartiers aus Holzhäusern beschlossen wurde. Aus unerfindlichen Gründen verheimlichte Scanlan seinen Soldaten die bevorstehende Landung und gab vor, eine Übung zu planen, weshalb die Mannschaften nur wenig Vorräte mitnahmen. Er errichtete ein neues Hauptquartier beim Flugplatz von Vunakanau, ca. 17 Kilometer südlich von Rabaul.
Um 2:30 Uhr am 22. Januar waren die japanischen Landungen an drei Stellen in vollem Gange. Die Lark Force war in Kämpfe verwickelt, wurde aber von der japanischen Übermacht überwältigt. Als immer mehr japanische Truppen landeten, gab die Lark Force schnell jeden Widerstand auf. Innerhalb von wenigen Stunden verlor Scanlan die Kontrolle über seine Truppen.
Obwohl Scanlan noch zum Jahreswechsel in zwei Proklamationen von einem „Kampf bis zum Letzten“ und „Es wird keinen Rückzug geben“ gesprochen hatte, machte er am 23. Januar eine Kehrtwendung. In einem Funkkontakt mit Oberstleutnant Howard Hammond Carr, dem kommandierenden Offizier des 2/22nd Infanteriebataillons, sprach er von einer hoffnungslosen Lage und von einer „rette-sich-wer-kann“-Situation. Carr interpretierte diese Äußerung als Befehl und gab sie so an seine Leute weiter. Nicht genug damit, Scanlan verließ dann, während noch gekämpft wurde, mit den Männern seines Stabes und einem eingeborenen Diener das Schlachtfeld. Kurz darauf brach der Widerstand der Lark Force zusammen und was als geordneter Rückzug begonnen hatte, wurde zu einer chaotischen Flucht in den Dschungel.

## Epilog
Soldaten in Kompaniestärke, in kleinen Gruppen, zu zweit und auch allein, suchten ihr Heil in der Flucht an den Küsten Neubritanniens. Etwa 160 Flüchtende sammelten sich auf der Tol-Plantage, auf der Kokosnüsse angebaut wurden und ergaben sich anrückenden japanischen Truppen. Diese 160 Männer wurden am 4. Februar 1942 von den japanischen Soldaten im sogenannten Tol-Plantagen-Massaker erschossen oder mit Bajonetten erstochen. Als Scanlan von dem Massaker erfuhr, beschloss er am 10. Februar 1942, sich ebenfalls zu ergeben.

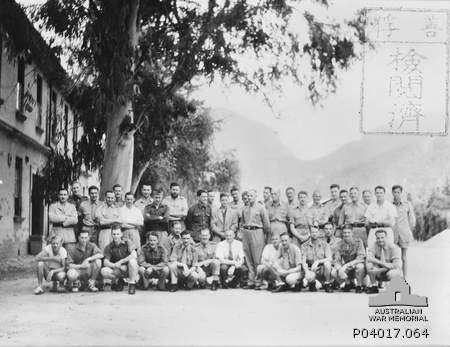
Australische Kriegsgefangene auf Shikoku, Japan. Unter ihnen Soldaten der Lark Force, der New Guinea Volunteer Rifles und Besatzungsmitglieder der Perth.

Da es keine Pläne für einen Rückzug gab, keinerlei Vorbereitungen getroffen waren und die Soldaten auch nicht auf den Krieg oder auch nur das Überleben im Dschungel trainiert waren, war diese Flucht eine Strapaze für die Flüchtenden. Trotzdem schafften es etwa 400 Männer nach Australien zu entkommen. Die japanischen Truppen nahmen insgesamt 836 Soldaten der Lark Force lebend gefangen.
Am 22. Juni 1942 sollten die Gefangenen mit Ausnahme ihrer Offiziere mit den Frachter Montevideo Maru auf die von Japanern besetzte chinesische Insel Hainan transportiert werden. Am 1. Juli 1942 wurde die Montevideo Maru vor der Küste Luzons von dem U-Boot USS Sturgeon torpediert und sank innerhalb von elf Minuten. 1053 internierte Offiziere, Soldaten und Zivilisten starben, von den 88 japanischen Besatzungsmitgliedern und Wachen gingen 71 mit dem Schiff unter.

## Einheiten
- 2/22nd Infantry Battalion AIF (Lieutenant Colonel Howard Hammond Carr ED)
- 'L' Heavy Battery (Coastal Defence Battery), Royal Regiment of Australian Artillery (Major James Rowland Purcell Clark)
- A.I.F. Fortress Engineers, Royal Australian Engineers (als Teil der 'L' Heavy Battery)
- Anti-aircraft battery (Lieutenant D M Selby)
- New Guinea Volunteer Rifles (Lieutenant Colonel J Walstab, Superintendent der Polizei)
- eine Kompanie der 2/10th Field Ambulance (Major E C Palmer)
- 17th Anti-Tank Battery (Captain G Matheson)
- No. 24 Squadron der Royal Australian Air Force, Wing Cmdr. John M. Lerew
- 34th Fortress Engineers[8]